# 태국의 문화
태국의 문화는 동남아시아 지역 중 현재의 태국을 중심으로 일부 지역에 퍼져 있는 문화를 의미한다. 그 중에서 고전 무용은 콘과 라콘, 라밤 등 세 종류가 있는데 수많은 장식품을 사용한 화려한 의상과 우아한 춤동작이 특징이며, 태국의 음식은 네 가지 기본적인 맛으로 단 맛, 매운 맛, 신 맛, 짠 맛이 어우러져 있으며 대표적인 예로는 똠얌꿍이 이에 해당한다.

## 종교

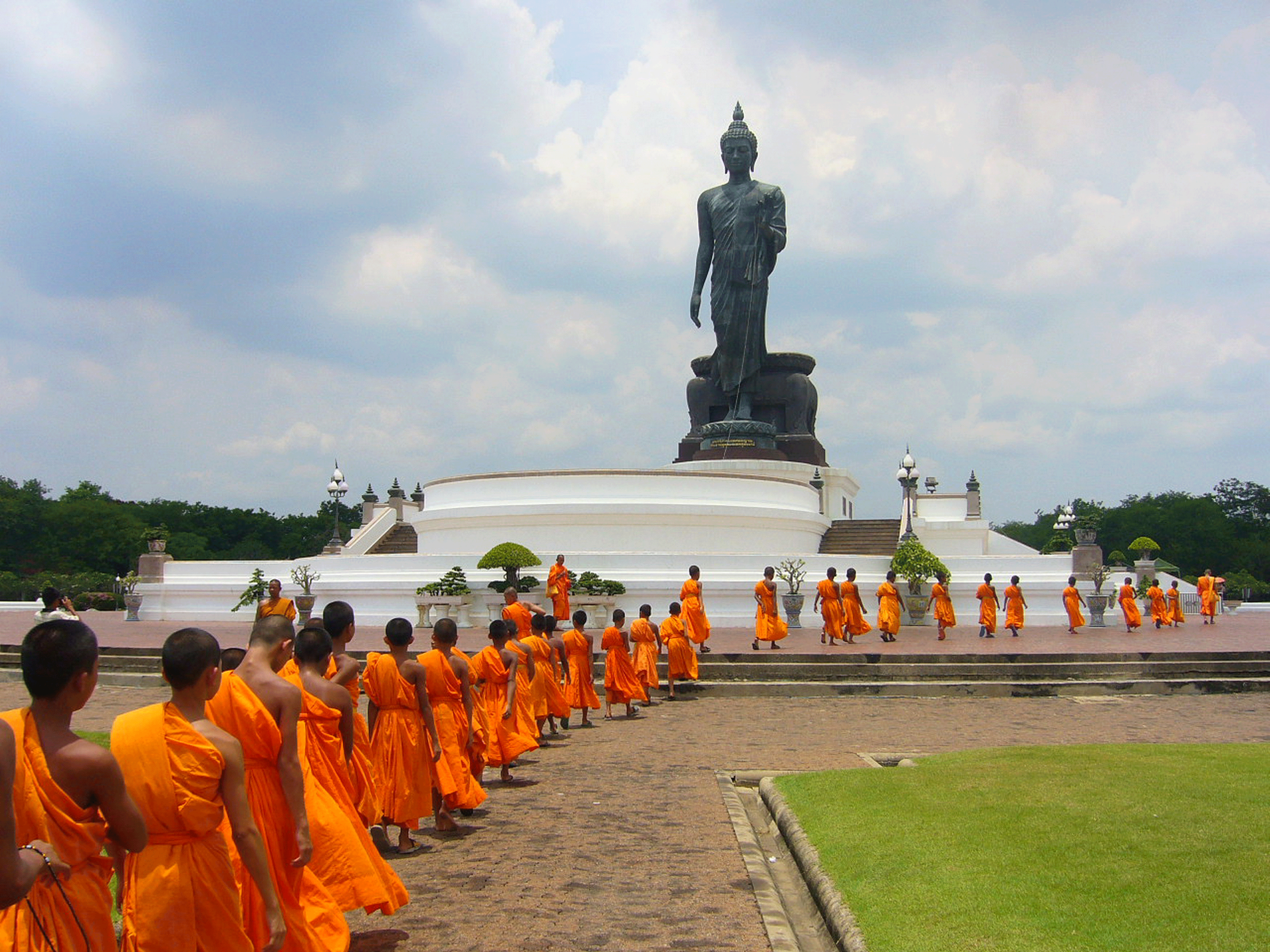
태국의 특징적인 상좌부 불교

태국은 불교의 색채를 가진 나라이자 사원의 나라이다. 주민의 95% 이상이 불교 신자이나 국교가 해제된 지금은 다양한 종교를 인정하는 분위기이다.소승불교는 1997년까지 태국의 국교였다. 그러나 종교적 다양성을 인정하기 위해 국교를 해제했다. 아직은 달력, 풍습 등에도 불교적인 것이 많다. 실제로, 태국의 불교는 서서히 발전하여 동물숭배나 조상숭배로부터 기원된 지역 종교들을 포섭하였다. 국왕을 비롯하여 남자라면 일생에 적어도 한번은 절에 들어가 삭발하며 3개월 정도의 수도과정을 지내고 오는 것도 의무적이다. 이른 새벽이면 누런 법복을 걸친 탁발 승려들이 사원을 나서 행렬을 시작하고 신도들은 정성스럽게 이들에게 공양을 바친다. 태국의 승려들은 어느 나라에서보다도 사회적 지위가 높다. 태국에는 아름다운 왕궁과 많은 사원들이 있는데, 차크리 왕조의 수호사원으로서 에메랄드 사원과 수코타이 중심부에 있는 최대사원인 왓 마하탓, 유서깊은 절 왓 아룬 등 3만여개에 달하는 크고 작은 사원은 아름답기 그지없다.
이슬람교는 제 2의 세력이다. 로마 가톨릭과 개신교 종파들도 소수 존재한다. 개신교의 경우 태국 기독교 연맹, 태국 침례교 연맹등의 교단들을 갖고 있다.
태국은 불교 국가이지만, 헌법에서 종교의 자유를 존중하고 있으며, 모든 종교는 태국 종교청의 지도를 받는다.

## 스포츠와 레저

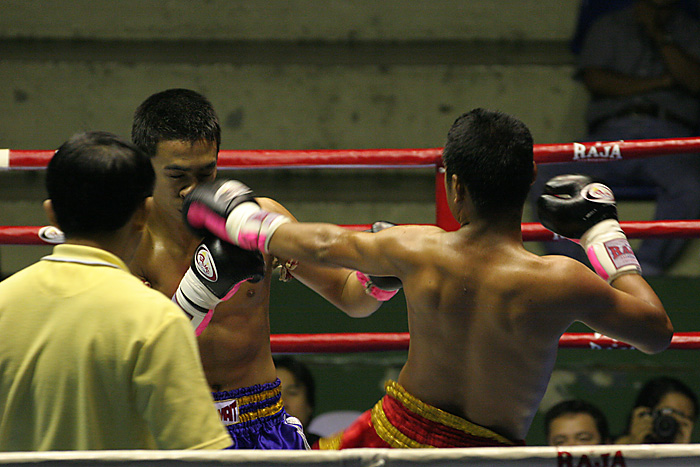
국가적인 스포츠 무에타이

축구가 무에 타이를 대신하여 인기를 얻고 있으며 이제는 태국에서 가장 인기 있는 스포츠이다. 태국 사람들이 자신이 좋아하는 잉글리쉬 프리미어 리그의 팀을 텔레비전을 통해 응원하는 장면은 낯설지가 않게 되었다.
또 한 가지 과거에 인기 있었던 스포츠로 연날리기가 있었다. 그 밖에 킥복싱, 칼싸움, 닭싸움 등의 오락이 있다.

### 무에 타이
무어이 타이(무에타이, 태국식 권투)는 태국의 국가적인 스포츠이다. 태국 사람들은 그냥 "무어이"라고 부르는 격투기이다. 과거에, 무어이는 궁정 병사들이 전장에서 무장 해제되었을 때를 대비하기 위해서 배웠다. 병사들이 제대한 뒤 그들 상당수는 불교 승려가 되었고 사찰에 머물렀다. 태국 사람들의 삶은 불교, 사찰과 가깝게 관련되어 있는데 태국 사람들은 자녀들을 사찰에 보내 승려 교육을 시키기도 한다. 무어이는 사찰의 교과목 중 하나이다..
무어이 타이는 1990년대에 세계적인 인기를 끌었다. 동남아시아의 다른 나라에도 이와 비슷한 격투기가 있지만 무어이 타이는 팔꿈치를 포함한 때리기 공격, 던지기 공격, 무릎 공격을 허용하는 규칙을 받아들였다는 것을 아는 사람은 드물다.

## 전통 문화

### 왕실 존경
태국은 왕실에 대한 믿음과 존경이 대단한 나라이다. 거리는 물론 식당이나 가정집에도 국왕의 사진이 걸려 있다. 따라서 왕실을 모욕하는 말이나 행동은 절대 금기사항이다. 사진을 훼손하거나 돈을 밟는 등의 행동은 화를 자초하게 된다. 극장에서 국왕 찬가가 연주될 때는 외국인도 현지인과 마찬가지로 서있어야 하며 기립해 예의를 표하는 것이 좋다.

### 어른에 대한 존경
이 점은 대한민국과 비슷하다. 조상에 대한 존경은 태국의 정신적 관습의 중요한 한 부분이다. 태국 사람들은 환대하는 마음과 관대한 마음을 가졌으나 강한 사회적 계급 의식도 있다. 태국 문화에서 어른 공경은 중요한 요소이다. 연장자가 항상 가족 대소사를 결정하거나 의례를 주관한다.
태국의 전통 인사법인 "와이"는 두 사람 중 젊은 사람이 먼저 하는데, 이는 손바닥끼리 서로 닿도록 두 손을 모은 다음, 손가락 끝은 위로 향하게 하고 얼굴이 손에 닿도록 머리를 숙여서 하는 인사이다. 이 인사를 할 때는 남자는 "사왓디 크랍", 여자는 "사왓디 카"라는 인사말을 함께 한다. 그러면 연장자가 같은 방법으로 답례한다. 태국의 아이들이 학교에 갈 때, 부모님에게 존경의 마음을 보이며 "와이"를 행한다. 학교에서 돌아와서도 마찬가지이다. 이러한 와이는 타인에 대한 존경과 경의의 마음을 표시하는 것인데 이는 인도 문화권의 나마스테와 비슷하다.

### 금기사항
다른 사람의 머리에 손을 대거나 발로 어딘가를 가리키는 것은 금기사항이다. 머리는 신체에서 가장 신성한 것으로, 발은 가장 더러운 것으로 생각하기 때문이다. 다른 아시아권 문화들과 마찬가지로 태국의 문화도 서구화의 영향에 압도되어 가고 있으며 전통적인 금기사항의 일부는 시간이 흐르면서 서서히 사라져 가고 있다.

## 축제
또 태국에서 빼놓을 수 없는 것이 코끼리이다. 코끼리는 태국인들의 가장 사랑받는 가축 중의 하나로 산림지대에서는 무거운 티크 원목을 운반하는 중요한 일꾼이다. 해마다 11월이면 유명한 코끼리몰이 축제가 열려 다양한 코끼리 묘기를 펼친다. 논농사를 시작하기 전인 4월에도 태국에서 가장 큰 축제가 송클라에서 개최된다. 농경일이 일단락되어 추수를 기다리는 7월부터 10월까지는 승려가 사원에서 수행하는 우안거(雨安居)가 행해진다. 젊은 남녀가 일시적으로 출가하는 시기이기도 하다. 농작물을 거두어들인 뒤 대부분의 사원에서는 행사가 있다.
또 요즘 관광 목적으로 코끼리를 타는 모습도 볼 수 있다. 

## 음식

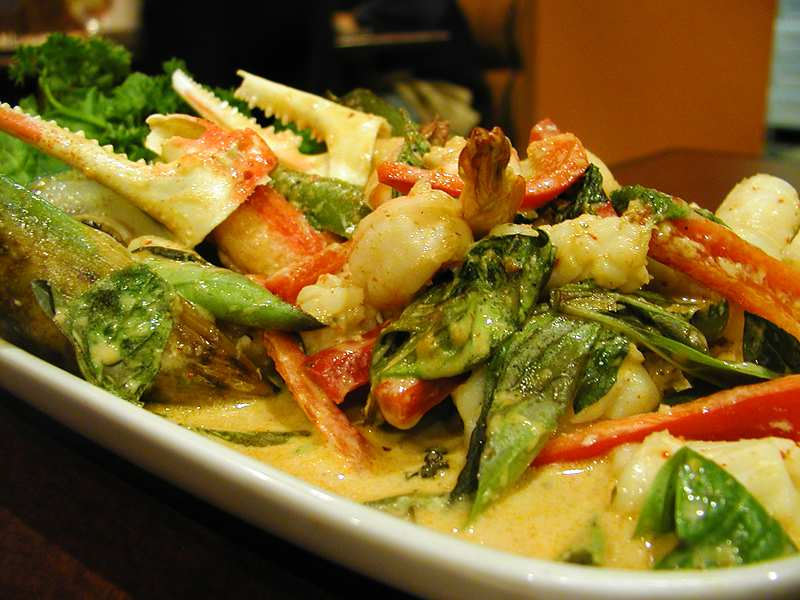
태국 씨푸드 카레

태국의 음식은 다섯 가지 기본적인 맛, 단 맛, 향이 강한 맛, 신 맛, 쓴 맛, 짠 맛이 어우러져 있다. 태국 음식에 보통 쓰이는 재료로는 마늘, 고추, 라임 주스, 코코넛, 캐슈 열매, 레몬 그라스, 생선 소스가 있다. 주식은 쌀, 특히 다양한 재스민 쌀(홈 말리 쌀이라고도 함)이며 거의 매 끼니에 포함된다. 태국은 세계 최대의 쌀 수출국이며 태국 사람들은 1년에 100킬로그램(도정미 기준)의 쌀을 소비한다.. 태국이 원산지인 5천여 가지의 쌀이 필리핀에 있는 국제쌀연구소(IRRI)의 유전자 은행에 보관되어 있다. 태국의 국왕은 국제쌀연구소의 공식 후원자

## 관광
태국은 전통적인 관광 유적과 현대 첨단 문명이 잘 맞물려 현대적인 발전을 추구하면서도 푸른하늘 아래 황금빛으로 빛나는 수많은 사원, 과거의 영광을 증언하는 관광유적들이 그대로 보존되어 있는 곳이다.
방콕의 주요 관광지는 왕궁과 에메랄드 사원(왓 프라깨우), 새벽사원(왓 아룬) 등이 대표적이다. 동남아시아 배낭여행자들의 집결지인 <카오산 로드> 지역도 전 세계 젊은이들과 친교를 쌓을 수 있는 장소이다.
방콕 근교로는 영화로 유명한 깐차나부리의 <콰이 강의 다리>, 한국의 개성쯤 되는 <아유타야>, 경주쯤 되는 <나콘빠톰>, 동남아시아 최대의 수상시장 <담는사두악>, 태국 왕의 여름 별궁 <방빠인>이 유명하다.
태국 중부 지역의 대표적인 것은 동남아시아 최대의 위락도시 <파타야>, 태국왕실 전용의 휴양지 <후아힌>이 존재한다. 남부 지역의 대표적 관광지는 <푸껫>과 <피피섬>이 존재하며, 북부 지역 문화 중심지 <치앙마이>, 산악 민족의 중심 도시 <치앙라이>, 구름 위의 별천지라 불리는 미얀마 국경도시 <매홍손>까지 존재하고 있다.

### 멩라이 대왕의 동상
태국 북부 지방에서 우리나라의 세종대왕 만큼이나 존경을 받고 있는 린나 왕국을 세운 멩구라이 왕의 동상이다. 태국 북부의 주요 도시마다 멩라이 왕의 동상이 서 있다. 동상 앞은 항상 헌화하는 시민들로 붐빈다.

### 미니 사이암
태국은 수세기 동안 시암(Siam)으로 불려 왔다. 수코타이 왕조를 거쳐 700년의 역사를 거슬러 올라가 동서남북에 흩어져 있는 태국의 모든 문화유산을 모아놓은 장소이다.에메랄드 사원, 새벽 사원, 왕국 등의 조각, 건축물과 태국뿐만이 아니라 세계의 문화유산과 역사가 1：25로 축소된 소형 모델로 각기 특색있는 문명과 문화의 다양한 모습으로 전시되어 있다.

### 왓 프라야이의 대존불상
이 사원은 코사무이에서 가장 유명한 상징물인 대존불상을 모시고 있는 사찰이다. 이 불상의 규모는 수km 밖에서도 보이며 비행기를 타고 내릴 때도 보이는 15m 높이이다. 1972년 부처를 경배하기 위해 지역단체에 의해 기증되어 태국의 명물이 되었다.